# ميانيو (بونتيفيدرا)
بلدية ميانيو (بالإسبانية: Meaño) هي بلدية تقع في مقاطعة بونتيفيدرا التابعة لمنطقة غاليسيا شمال غرب إسبانيا.

## الديموغرافيا
يبلغ عدد سكان بلدية ميانيو 5.444 نسمة عام 2011 (وفقاً للمعهد الوطني للإحصاء الإسباني).
| 5.504 | 5.419 | 5.384 | 5.478 | 5.479 | 5.465 | 5.444 |